# FIFA 시리즈
FIFA 시리즈(FIFA Series)는 국제 축구 연맹(FIFA)이 격년으로 개최하는 초청 축구 대회로, 짝수 해 3월에 열리는 각 연맹 대표팀 간의 국제 친선 경기이다. 첫 번째 대회는 2024년 3월에 개최될 예정이다.
이 대회는 FIFA 6개 연맹의 남자 축구 대표팀이 참가하는 토너먼트로, 각 4개 팀으로 구성되며 짝수 해 3월 FIFA A-매치 경기 기간 동안 개최된다. FIFA는 참가 대표팀에 재정 지원을 제공하고 주최국 협회와 함께 대회 조직을 담당한다.

## 역사
2022년 12월 16일, FIFA는 여러 연맹의 대표팀에게 더 많은 경기 기회를 제공하기 위해 "FIFA 월드 시리즈"라는 이름의 친선 대회 제안을 발표했다. 잔니 인판티노 FIFA 회장은 2023년 3월 16일 르완다 키갈리에서 열린 제73차 FIFA 총회에서 재선에 성공한 후 이 대회를 확정했다.
2024년 첫 대회는 2024년 3월 18일부터 26일까지 4개 개최국에서 5개의 시리즈로 열릴 예정이다.

## 같이 보기
- AFC 솔리대리티컵